# Thorsby
Thorsby – miasto w Stanach Zjednoczonych, w stanie Alabama, w hrabstwie Chilton. W roku 2023 miasto zamieszkiwało 2148 osób, a gęstość zaludnienia wynosiła 161,4 osoby/km².